# Дронівка (Бєлгородська область)
Дронівка (рос. Дроновка) — село у Грайворонському районі Бєлгородської області Російської Федерації.
Населення становить 167 осіб. Входить до складу муніципального утворення Грайворонський міський округ.

## Історія
Населений пункт розташований у східній частині української суцільної етнічної території — східній Слобожанщині.
Згідно із законом від 20 грудня 2004 року № 159 від 1 січня 2006 року до квітня 2018 року органом місцевого самоврядування було Смородинське сільське поселення.
У ході російсько-української війни 16 червня 2022 року о п'ятій годині ранку над селом Мезенівка Краснопільської громади зафіксували ворожий безпілотник, з території РФ ворог відкрив мінометний вогонь по будинках мирних мешканців та місцевій школі. Всього було 26 вибухів. На подвір'ї однієї з родин у Мезенівці почалася пожежа – згоріла літня кухня та автомобіль, повідомив голова Сумської ОВА Дмитро Живицький. Також російські війська обстріляла місцеву школу. Повністю зруйнована покрівля школи, вікна, двері, стеля. В Держприкордонслужбі України зазначили, що мінометний обстріл був з російського села Дронівка Бєлгородської області.

## Населення
| 2002 | 2010 |
| ---- | ---- |
| 205  | ↘167 |